# 石室乡
石室乡，是中国浙江省衢州市柯城区所辖的一个乡。

## 下辖行政区
下辖：
下石埠村、桃坎头村、石室一村、石室二村、石室三村、东村、大塘底村、荆溪村、崇文村、开元寺村、滨江村、姜家埠头村、沙埠一村、沙埠二村、横路村、桥头村、上厅村和响春底村。